# Zum Verbrecher verurteilt
Zum Verbrecher verurteilt (Originaltitel: They Made Me a Criminal) ist ein US-amerikanischer Kriminalfilm aus dem Jahr 1939 von Busby Berkeley mit John Garfield und Ann Sheridan in den Hauptrollen. Der Film wurde von Warner Bros. produziert und ist eine Neuverfilmung des 1933 entstandenen Dramas The Life of Jimmy Dolan von Archie Mayo. Das Drehbuch basiert auf dem Roman Sucker von Bertrand Millhauser und Beulah Marie Dix.

## Handlung
Der Boxer Johnnie Bradfield ist der neue Meister seiner Gewichtsklasse. Während eines Gelages in seinem Appartement verschuldet sein Manager Doc Ward den Tod des Reporters Magee. Ward arrangiert die Indizien so, dass alles auf eine Schuld Johnnies hindeutet. Ward verursacht auf seinem Heimweg einen Autounfall, bei dem er stirbt und verbrennt. Da er eine Armbanduhr von Johnnie trägt, wird fälschlicherweise angenommen, dass es sich bei der verbrannten Leiche um Johnnie handelt.
Am nächsten Morgen erwacht Johnnie in einer fremden Umgebung. In einer Zeitung liest er, dass er einen Reporter umgebracht haben soll und danach bei einem Unfall gestorben sei. Johnnie flieht und besorgt sich eine neue Identität. In Arizona mietet er sich bei Großmutter Rafferty ein, die zusammen mit Peggy ein Rehabilitationscamp für Jugendliche leitet. Der New Yorker Detective Phelan ist überzeugt, dass Johnnie noch lebt und macht sich auf die Suche nach ihm.
Ins Camp werden die sogenannten Dead End Kids, eine Gruppe von sechs Jugendlichen, die einer Straßengang in New York angehören, geschickt. Johnnie, der sich Jack Dorney nennt, nimmt den Jugendlichen Tommy, Peggys Bruder, unter seine Fittiche. Er überzeugt ihn, sich mit einer Tankstelle selbständig zu machen. Das Geld dafür will er bei Preiskämpfen erboxen.
Phelan konnte Johnnies Spur folgen und erscheint beim Boxkampf. Zuerst will Johnnie nicht kämpfen, um sich nicht zu verraten. Doch die sichtliche Enttäuschung Peggys und der Jugendlichen ändern seine Meinung. Absichtlich vermeidet er im Kampf seinen Kampfstil, der ihn berühmt gemacht hat, zu nutzen. Dadurch bekommt sein Gegner Oberwasser und droht, Johnnie zu besiegen. Johnnie gibt sich zu erkennen, verliert aber in der fünften Runde. Er begibt sich zu Phelan, im Glauben verhaftet zu werden. Doch der erlaubt ihm, in Arizona zu bleiben.

## Produktion
Gedreht wurde der Film von Mitte August bis Mitte Oktober 1938 in Palm Desert sowie in den Warner-Studios in Burbank. Zusätzliche Aufnahmen entstanden Anfang November 1938.

## Stab und Besetzung
Anton Grot war der Art Director, Milo Anderson der Kostümbildner. Musikalischer Direktor war Leo F. Forbstein.
Die Gruppe von Jugendlichen im Film sind die The Dead End Kids. Sie traten als Gruppe von Jugendlichen in sieben Spielfilmen auf und wurden so auch im Vor- und Abspann genannt wurden. Zu der Gruppe gehörten Billy Halop (als Tommy), Bobby Jordan (als Angel), Huntz Hall (als Dippy), Bernard Punsly (als Milty), Gabriel Dell (als T. B.) und Leo Gorcey (als Spit).
In kleinen nicht im Abspann erwähnten Nebenrollen traten Irving Bacon, Clem Bevans, Mushy Callahan, Tom Dugan, Leyland Hodgson, Stuart Holmes, Arthur Housman, Doris Lloyd, Paul Panzer, Cyril Ring, Bert Roach, Ronald Sinclair und Tom Wilson auf.

## Synchronisation
Die deutschsprachige Synchronisation entstand 1996 durch die TaunusFilm Synchron. Heinz Freitag war der Autor des Buches und gleichzeitig Dialogregisseur.
| Rolle                            | Schauspieler        | Deutscher Synchronsprecher |
| -------------------------------- | ------------------- | -------------------------- |
| Johnnie Bradfield                | John Garfield       | Benjamin Völz              |
| Goldie West                      | Ann Sheridan        | Dorette Hugo               |
| Großmutter Rafferty              | May Robson          | Tilly Lauenstein           |
| Peggy                            | Gloria Dickson      | Maud Ackermann             |
| Doc Ward                         | Robert Gleckler     | Eberhard Prüter            |
| Magee                            | John Ridgely        | Martin Keßler              |
| Inspector Ennis                  | William B. Davidson | Jürgen Kluckert            |
| Lenihan                          | Ward Bond           | Helmut Gauß                |
| Smith                            | Louis Jean Heydt    | Andreas Hosang             |
| Schiedsrichter beim ersten Kampf | Charles Randolph    | Otto Czarski               |
| Schiedsrichter beim ersten Kampf | Cyril Ring          | Karl-Ulrich Meves          |
| Malvin                           | Robert Strange      | Wolfgang Condrus           |
| Mrs. Williamson                  | Doris Lloyd         | Eva-Maria Werth            |
| Ringansager                      | Sam Hayes           | Otto Czarski               |
| Sheriff                          | Raymond Brown       | Jochen Schröder            |
| Speed                            | Irving Bacon        | Michael Harck              |
| Spit                             | Leo Gorcey          | Björn Schalla              |

## Veröffentlichung
Die Premiere des Films fand am 21. Januar 1939 in New York statt. In der Bundesrepublik Deutschland wurde er am 5. November 1983 im deutschen Fernsehen ausgestrahlt.

## Kritiken
Das Lexikon des internationalen Films schrieb: „Zwischen Kriminalgeschichte und einer ‚American way of life‘-Variante angesiedelter Film.“
Die Filmzeitschrift Cinema bezeichnete den Film als melodramatischen Milieukrimi.
Der TV Guide beschrieb den Film als entschlossen, temporeich und manchmal brutal realistisch.